# Dobot
La Dobot è un'azienda fondata nel 2015 con sede a Shenzhen, in Cina. È uno dei principali fornitori mondiali di robot collaborativi (cobot), della cui esportazione è primo nel suo paese. Produce anche bracci robotici desktop.
I suoi prodotti vengono utilizzati nei settori della produzione, dell'istruzione, della sanità e della grande distribuzione. Consentono di automatizzare la produzione, la conversione dell'industria e la formazione di talenti della robotica basata sull'intelligenza artificiale. Questi cobot sono impiegati in oltre cento paesi.

## Storia
La Dobot è stata fondata nel giugno 2015 da Jerry Liu, amministratore delegato della stessa. Nell'ottobre 2015 è stata inaugurata una raccolta fondi su Kickstarter per la costruzione di un braccio robotico desktop chiamato Dobot. La campagna ha riscosso un enorme successo, raccogliendo oltre 600.000 dollari, un obiettivo notevolmente maggiore dei 36.000 dollari richiesti. Il successo della campagna su Kickstarter ha fruttato alla startup ulteriori 3 milioni di dollari durante il terzo tentativo di finanziamento dell'aprile 2016, rendendola una delle startup di robotica di maggior interesse in Cina.
Nel marzo 2017 l'azienda si è espansa fino a contare 96 dipendenti. Nello stesso anno è stata presentata una performance calligrafica del Dobot Magician durante la trasmissione CCTV New Year's Gala, contribuendone a un'ulteriore promozione.
Nel 2024 l'azienda ha espanso la propria rete a livello globale, vendendo oltre 72.000 robot in tutto il mondo.

## Prodotti robotici
Nel 2015 Dobot ha presentato il primo braccio robotico leggero di livello desktop al mondo. L'anno successivo ha commercializzato Dobot Magician, che consente la scrittura di precisione e l'incisione laser.
Dobot Scara M1, anch'esso presentato in anteprima nel 2016, introduce due unità di lavoro, con la possibilità di scegliere, come end effector (l'utensile connesso al braccio robotico), tra una pinza, una ventosa, una stampante 3D, un attacco per il quarto asse o un incisore laser. L'M1 è programmabile con una modalità di apprendimento manuale o attraverso la programmazione (con un linguaggio simile a Scratch) ed è destinato principalmente all'uso industriale per piccole e medie imprese.
Nel 2019 Dobot ha presentato il Dobot CR5, un robot collaborativo a 6 gradi di libertà, senza codice, adattivo e interamente percepibile. L'anno seguente sono stati presentati Dobot CR3, CR10, CR16 , i quali hanno reso Dobot la prima azienda del settore a commercializzare prodotti con carichi utili da 0,5 kg a 16 kg. Nello stesso anno è uscito il primo cobot al mondo di tipo desktop: il MG400.
Nel 2022 Dobot ha annunciato la nuova serie a 6 gradi di libertà Nova, espandendo il servizio alla nuova vendita al dettaglio. L'anno successivo ha presentato il robot educativo di livello industriale Magician E6 e la serie CRA.

## Riconoscimenti
- Nel 2017 Dobot ha ricevuto il Certificato di Impresa Tecnologica Nuova e di Alta Entità.
- Nel 2018 Dobot Magician si è aggiudicato il CES 2018 Innovation Awards e il Red Dot Design Award 2018.
- Nel 2019 Dobot ha ricevuto il premio Capek per l'innovazione tecnologica. Dobot CR5 e Magician hanno vinto il Red Star Award.
- Nel 2020 Dobot Magician Lite si è aggiudicato il premio tedesco iF INNOVATIVE DESIGN Award.
- Nel 2023 Dobot Magician E6 ha ricevuto il premio tedesco Ret Dot Design Award.